# 萧奉之
萧奉之（?—?），刘宋人物，南齊開國皇帝蕭道成的伯父，辅国将军府参军萧乐子的儿子，即丘县令萧隽的孙子。
萧奉之在刘宋官至西平郡（治西平县，今广西壮族自治区西林县东南西平）太守。萧奉之的弟弟萧承之官至右将军，萧承之的儿子萧道成建立南齐王朝。萧奉之无后，以萧承之第二子始安贞王萧道生的孙子萧遥欣，过继给萧奉之为曾孙。